# Нумидийский язык
Нумидийский (ливийский, древнеливийский) язык — язык или группа языков, которые засвидетельствованы рядом надписей с 3 в. до н. э. по 3 в. н. э. на территории Северной Африки. Хотя древнеливийское письмо, используемое в надписях, в значительной степени дешифровано благодаря параллельным текстам на пуническом языке, нумидийский язык остается в значительной степени малоизученным из-за характера надписей, представлявших собой в основном списки имён. Выявленные фрагментарные морфемы имеют сходство с морфемами берберо-ливийских языков; интерпретация имён является спорной.